# Outside Society
Outside Society je kompilační album americké zpěvačky Patti Smith. Vydáno bylo v srpnu roku 2011 společností Legacy Recordings. Obsahuje nahrávky z let 1975 až 2007. Producenty nahrávek byli Fred Sonic Smith (10, 11), Gil Norton (15, 16), Jack Douglas (3, 4), Jimmy Iovine (5, 6, 10, 11), John Cale (1, 2), Lenny Kaye (12, 13, 17), Malcolm Burn (12, 13) a Todd Rundgren (7, 8, 9). Producentem kompilace samotné byl Tony Shanahan.

## Seznam skladeb
| Pořadí | Název                                  | Autor                                    | Původní album          | Délka |
| ------ | -------------------------------------- | ---------------------------------------- | ---------------------- | ----- |
| 1.     | Gloria                                 | Van Morrison, Patti Smith                | Horses (1975)          | 5:52  |
| 2.     | Free Money                             | Smith, Lenny Kaye                        | Horses (1975)          | 3:50  |
| 3.     | Ain't It Strange                       | Smith, Ivan Král                         | Radio Ethiopia (1976)  | 6:35  |
| 4.     | Pissing in a River                     | Smith, Král                              | Radio Ethiopia (1976)  | 4:50  |
| 5.     | Because the Night                      | Smith, Bruce Springsteen                 | Easter (1978)          | 3:22  |
| 6.     | Rock N Roll Nigger                     | Kaye, Smith                              | Easter (1978)          | 4:42  |
| 7.     | Dancing Barefoot                       | Král, Smith                              | Wave (1979)            | 4:16  |
| 8.     | Frederick                              | Smith                                    | Wave (1979)            | 3:02  |
| 9.     | So You Want to Be a Rock 'n' Roll Star | Roger McGuinn, Chris Hillman             | Wave (1979)            | 4:18  |
| 10.    | People Have the Power                  | Smith, Fred Sonic Smith                  | Dream of Life (1988)   | 5:06  |
| 11.    | Up There Down There                    | Smith, Fred Sonic Smith                  | Dream of Life (1988)   | 4:48  |
| 12.    | Beneath the Southern Cross             | Kaye, Smith                              | Gone Again (1996)      | 4:34  |
| 13.    | Summer Cannibals                       | Smith, Fred Sonic Smith                  | Gone Again (1996)      | 4:09  |
| 14.    | 1959                                   | Smith, Tony Shanahan                     | Peace and Noise (1997) | 3:58  |
| 15.    | Glitter in Their Eyes                  | Smith, Oliver Ray                        | Gung Ho (2000)         | 3:03  |
| 16.    | Lo and Beholden                        | Smith, Kaye                              | Gung Ho (2000)         | 4:19  |
| 17.    | Smells Like Teen Spirit                | Kurt Cobain, Dave Grohl, Krist Novoselic | Twelve (2007)          | 5:49  |
| 18.    | Trampin'                               | tradicionál                              | Trampin' (2004)        | 2:52  |